# Sürgavere mägi
Sürgavere mägi är en kulle i Estland.   Den ligger i landskapet Viljandimaa, i den centrala delen av landet, 110 km söder om huvudstaden Tallinn. Toppen på Sürgavere mägi är 105 meter över havet.
Terrängen runt Sürgavere mägi är huvudsakligen platt. Runt Sürgavere mägi är det glesbefolkat, med 16 invånare per kvadratkilometer. Närmaste större samhälle är Viljandi, 14,3 km sydost om Sürgavere mägi. I omgivningarna runt Sürgavere mägi växer i huvudsak blandskog.